# Iuliu Bodola
Iuliu Bodola (Bodola Gyula; n. 26 februarie 1912, Brașov – d. 12 martie 1993, Budapesta) a fost un fotbalist român de etnie maghiară, care a jucat în echipa națională de fotbal a României la campionatele mondiale de fotbal din 1934 (Italia) și 1938 (Franța), precum și pentru echipa națională de fotbal a Ungariei (1940-1948).
Poziția preferată: atacant. Pentru o perioadă lungă (50 de ani) a fost golgheterul absolut al echipei naționale de fotbal a României - cu 30 de goluri. Ulterior a fost depășit de Gheorghe Hagi și de Adrian Mutu, cu 35 de goluri marcate fiecare. Iuliu Bodola a fost golgheter al României în 1939 și 1940 și golgheter al Ungariei în 1944.
La cedarea nordului Transilvaniei Ungariei, în 1940, a preferat să joace la CAO din Oradea. După terminarea războiului, s-a reîntors în România, dar în 1946 a plecat din nou în Ungaria, unde a locuit până la sfârșitul vieții.
Iuliu Bodola ocupă încă, la șapte decenii de la retragere, locul trei în ierarhia all-time a marcatorilor echipei naționale de fotbal a României, cu 30 de goluri, primul loc fiind împărțit de Gheorghe Hagi și de Adrian Mutu, ambii reușind să înscrie câte 35 de goluri în tricoul României.

## Palmares echipe de club
- 1929-1930 CAO (Clubul Atletic Oradea)
- 1931-1932 IAR Brașov
- 1932-1937 CAO
- 1937-1940 Venus București
- 1940-1945 CAO
- 1945-1947 Ferar Cluj
- 1947-1949 MTK Budapesta
- campion al României cu Venus București și campion al Ungariei cu CAO

## Palmares echipa națională a României
- 48 jocuri 30 goluri (1931-1939)

## Palmares echipa națională a Ungariei
- 13 jocuri 4 goluri (1940-1948)